# Inga Berndin-Svensson
Inga Lisa Berndin-Svensson, född 16 februari 1912 i Väsby församling, Malmöhus län, död 17 juni 1990 i Simrishamns församling, Kristianstads län, var en svensk teckningslärare och konstnär.
Hon var dotter till lantbrukaren Berdin Jönsson och Betty Persson och från 1940 gift med Gustaf Svensson. Berndin-Svensson studerade vid Högre konstindustriella skolan i Stockholm 1930–1934 och företog därefter studieresor till Paris och Mallorca. Separat ställde hon ut i Simrishamn och hon medverkade i samlingsutställningen Kullakonst i Höganäs. Hennes konst består av blomsterstilleben och landskapsmålningar huvudsakligen i akvarell och pastell. Berndin-Svensson är representerad vid bland annat Malmö museum. Hon är gravsatt i Simrishamns minneslund.